# Kyle Sinckler

a Compétitions nationales et continentales officielles uniquement.

b Matchs officiels uniquement.
Dernière mise à jour le 24 juin 2024.
Kyle Sinckler, né le 30 mars 1993 à Wandsworth (Angleterre), est un joueur international anglais de rugby à XV jouant au poste de pilier droit au RC Toulon depuis 2024.

## Biographie

### Jeunesse et formation
Né dans le quartier londonien de Wandsworth, Kyle Sinckler commence le rugby à l'âge de huit ans au Battersea Ironsides RFC. Il fait ses études à la Graveney School de Tooting où le rugby n'est pas pratiqué puis au Epsom college dans le Surrey. C'est lors d'un match avec Battersea à l'âge de 12 ans qu'il est repéré par le responsable du centre de formation des Harlequins Collin Osborne.

### Carrière en club
Formé au Harlequins, il joue son premier match avec l'équipe senior du club le 17 septembre 2011 lors d'une victoire 42 à 6 contre Gloucester en Championnat d'Angleterre. Entré en jeu comme remplaçant, il ne joue néanmoins que cinq minutes. Il joue encore un match avec les Harlequins lors de la saison 2011-2012 avant d'être prêté à Richmond qu'il aide à obtenir la montée en National league one.
Il retrouve les Harlequins pour la saison 2012-2013 avec qui il dispute sept matchs. Lors de cette saison, il connait son premier match en Coupe d'Europe le 15 décembre 2012 lors d'une large victoire 53 à 5 contre les Zebre. Il est prêté aux Ealing Trailfinders au début de la saison 2013-2014 mais est rapidement rappelé par son club à la suite de la blessure de Paul Doran-Jones. C'est lors de cette saison qu'il obtient sa première titularisation avec le club londonien, le 22 février 2014 contre Gloucester, et une place régulière dans la rotation.
En 2017, il fait partie de l'équipe type du Championnat d'Angleterre.
À partir de la saison 2024-2025, il s'engage avec le RC Toulon, avec qui il signe un contrat de trois ans. Il arrive en France en compagnie de son compatriote Lewis Ludlam.

### Carrière internationale
Après avoir été sélectionné dans les équipes anglaises des moins de 16 ans, des moins de 18 ans et des moins de 19 ans, Kyle Sinckler est surclassé en sélection des moins de 20 ans pour la saison 2011-2012. Au cours de cette saison, il dispute dix matchs avec la sélection junior : cinq pendant le Tournoi des Six Nations des moins de 20 ans et cinq pendant le Championnat du monde junior. Il est reconduit en équipe d'Angleterre pour la saison 2012-2013 mais ne dispute que trois matchs du Tournoi des Six Nations en raison de son engagement avec les Harlequins.
Le 19 mai 2014, Sinckler est sélectionné avec l'équipe d'Angleterre senior pour un match non officiel contre les Barbarians. Il est titulaire lors du match le 1er juin qui se solde par une défaite anglaise 39-29. Sa bonne performance lors de ce match non officiel lui vaut toutefois d'être retenu dans le groupe anglais pour la tournée en Nouvelle-Zélande. Il ne connait toutefois aucune cape lors de cette tournée.
Il est appelé en équipe d'Angleterre le 8 mai 2016 par le nouveau sélectionneur Eddie Jones pour un camp d'entrainement de trois jours mais n'est toutefois pas retenu pour la tournée en Australie qui suit. Il connait finalement sa première cape le 12 novembre 2016 lors d'un match à Twickenham contre l'Afrique du Sud.
En juillet 2019, il est sélectionné en équipe nationale pour préparer la Coupe du monde 2019.
Fin juin 2023, il est sélectionné avec le XV de la Rose par Steve Borthwick dans un groupe de 41 joueurs pour les matchs de préparation à la Coupe du monde 2023,. Quelques semaines plus tard, il est retenu dans le groupe final pour participer au Mondial,.

## Palmarès

### En club
- Bristol Bears
  - Vainqueur du Challenge européen en 2020

### En sélection nationale
- Angleterre
  - Vainqueur du Tournoi des Six Nations en 2017 et 2020
  - Finaliste de la Coupe du monde en 2019
  - Vainqueur de la Triple Couronne en 2020
  - Vainqueur de la Coupe d'automne des nations en 2020
  - Troisième de la Coupe du monde en 2023

### Distinctions personnelles
- Membre de l'équipe type du Championnat d'Angleterre en 2017